# Висока Могилка (заповідне урочище)
Висока Могилка — заповідне урочище місцевого значення. Об'єкт розташований на території Городенківського району Івано-Франківської області, село Чернятин.
Площа — 1,8000 га, статус отриманий у 1983 році.